# Nabinagar (India)
Nabinagar è una città dell'India di 19.041 abitanti, situata nel distretto di Aurangabad, nello stato federato del Bihar. In base al numero di abitanti la città rientra nella classe IV (da 10.000 a 19.999 persone).

## Geografia fisica
La città è situata a 24° 37' 0 N e 84° 7' 0 E e ha un'altitudine di 137 m s.l.m..

## Società

### Evoluzione demografica
Al censimento del 2001 la popolazione di Nabinagar assommava a 19.041 persone, delle quali 9.764 maschi e 9.277 femmine. I bambini di età inferiore o uguale ai sei anni assommavano a 3.453, dei quali 1.806 maschi e 1.647 femmine. Infine, coloro che erano in grado di saper almeno leggere e scrivere erano 10.102, dei quali 6.165 maschi e 3.937 femmine.